# Аналітичний поліедр
У математиці, зокрема теорії функцій багатьох комплексних змінних, аналітичним поліедром називається підмножина комплексного простору  Cn, яку можна розглядати як узагальнення многогранників у дійсних просторах.
Аналітичні поліедри є областями голоморфності і є важливими у вивченні загальних областей голоморфності.

## Означення
Нехай D є областю (тобто зв’язаною відкритою підмножиною) у просторі  Cn, а {\displaystyle f_{j}} — скінченною кількістю функцій,  голоморфних на D.
Якщо множина
{\displaystyle P=\{z\in D:|f_{j}(z)|<1,\;\;1\leqslant j\leqslant N\}}
є відносно компактною у D, то P називається аналітичним поліедром.
Якщо {\displaystyle f_{j}} вище є многочленами, то ця множина називається поліноміальним поліедром.

## Властивості
- Кожен аналітичний поліедр є областю голоморфності і, таким чином, є псевдоопуклою множиною.

Якщо точка {\displaystyle w} є граничною точкою для аналітичного поліедра P, то {\displaystyle |f_{k}(w)|=1} для деякого k із означення. Тоді функція {\textstyle g(z):={\frac {1}{f_{k}(z)-f_{k}(w)}}} є голоморфною на P, але виродженою в точці {\displaystyle w}. Зважаючи на довільність вибору, звідси випливає, що для кожної граничної точки існує функція, що є голоморфною на P, але виродженою в точці. Тому за означенням P є областю голоморфності.
- Аналітичний поліедр P є областю Бергмана.
- Нехай D є областю голоморфності у просторі  Cn і K — відносно компактна підмножина у  D. Якщо {\displaystyle {\hat {K}}} є голоморфно опуклою оболонкою множини K і {\displaystyle D_{0}} є відкритою множиною, що містить {\displaystyle {\hat {K}}} як відносно компактну підмножину і сама є відносно компактною підмножиною у D, то існує аналітичний поліедр P , для якого {\displaystyle {\hat {K}}\subset P\subset D_{0}.} При цьому {\displaystyle {\hat {K}}} є відносно компактною підмножиною у P і P є відносно компактною у  {\displaystyle D_{0}}.

Якщо точка {\displaystyle w} є граничною точкою для {\displaystyle D_{0}}, то існує голоморфна на D функція {\displaystyle g_{w}} для якої {\displaystyle |g_{w}(w)|>1} і {\displaystyle |g_{w}(z)|<1} для всіх {\displaystyle z\in {\hat {K}}.} Також можна обрати окіл {\displaystyle N_{w}} точки {\displaystyle w} для якого {\displaystyle |g_{w}(z)|>1} для всіх {\displaystyle z\in N_{w}.} Але границя множини {\displaystyle D_{0}} є компактною тому існує скінченна послідовність {\displaystyle w_{1},\ldots ,w_{n}} точок, околи яких {\displaystyle N_{w_{1}},\ldots ,N_{w_{n}}} покривають цю границю. Тоді аналітичний поліедр визначений як {\displaystyle P:=\{z\in D_{0}:|g_{w_{j}}(z)|<1,\ j\in 1,\ldots ,n\}} задовольняє умови твердження.
- Нехай D є областю голоморфності у просторі  Cn. Тоді існує зростаюча послідовність аналітичних поліедрів {\displaystyle P_{j}}, така що {\displaystyle P_{j}} є відносно компактною підмножиною у {\displaystyle P_{j+1}} і {\displaystyle D=\cup _{j=1}^{\infty }P_{j}.}

Для D можна вибрати зростаючу послідовність відкритих підмножин {\displaystyle D_{j}}, така що {\displaystyle D_{j}} є відносно компактною підмножиною у {\displaystyle D_{j+1}} і {\displaystyle D=\cup _{j=1}^{\infty }D_{j}.} Якщо розглядати голоморфно опуклі оболонки {\displaystyle {\hat {D}}_{j}} то їх об'єднання теж є рівним D. Окрім того, із того, що D є областю голоморфності, кожен {\displaystyle {\hat {D}}_{j}} є компактною підмножиною і міститься у деякій множині {\displaystyle D_{k}}, де {\displaystyle k>j}. Тому можна обрати таку підпослідовність {\displaystyle {\hat {D}}_{j}}, що {\displaystyle {\hat {D}}_{j}\subset D_{j+1}\subset {\hat {D}}_{j+1}} і всі включення є відносно компактними. Згідно з попередньою властивістю в цю послідовність між {\displaystyle {\hat {D}}_{j}} і {\displaystyle D_{j+1}} можна також включити аналітичний поліедр {\displaystyle P_{j}} і всі включення будуть відносно компактними. Послідовність {\displaystyle P_{j}} задовольняє умови твердження.
- Границя аналітичного многогранника міститься в об'єднанні множини гіперповерхонь

{\displaystyle \sigma _{j}=\{z\in D:|f_{j}(z)|=1\},\;1\leqslant j\leqslant N.}
- Аналітичний поліедр є «поліедром Вейля», або областю Вейля, якщо перетин будь-якої k із зазначених вище гіперповерхонь має розмірність не більше, ніж 2n-k.